# Wu Ming 4
Wu Ming 4, pseudonimo di Federico Guglielmi (Ravenna, 29 gennaio 1973), è uno scrittore italiano, membro del collettivo Wu Ming.
È autore dei romanzi Stella del mattino, Il piccolo regno, La vera storia della Banda Hood e dei saggi L'eroe imperfetto, Difendere la Terra di Mezzo e Il fabbro di Oxford (questi ultimi due incentrati su Tolkien). 
Nel 2024 è autore della nuova traduzione de Lo Hobbit di J.R.R. Tolkien.

## Biografia
Secondo una prassi del collettivo Wu Ming, anche Wu Ming 4 ha scelto di condividere col pubblico informazioni sulla sua storia personale solo qualora ciò sia ritenuto utile e significativo, in polemica con la sovraesposizione mediatica cui (secondo il collettivo) indulge una parte del mondo letterario. Posizione ribadita da Wu Ming più volte:

## Opere soliste
- Stella del mattino, Einaudi, 2008
- L'eroe imperfetto. Letture sulla crisi e la necessità di un archetipo letterario, Bompiani, 2010
- Difendere la Terra di Mezzo. Scritti su J. R. R. Tolkien, Odoya, 2013; ripubblicato da Bompiani, 2023
- Il piccolo regno, Bompiani, 2016
- Il fabbro di Oxford. Scritti e interventi su Tolkien, Eterea Edizioni, 2019
- La vera storia della Banda Hood, Milano, Bompiani, 2024. ISBN 978-88-30-10835-6
- Il calcio del figlio, Edizioni Alegre, 2025

## Traduzioni
- J.R.R. Tolkien, Lo Hobbit, Bompiani, 2024